# Scytodes lewisi
Espèce
Scytodes lewisi est une espèce d'araignées aranéomorphes de la famille des Scytodidae.

## Distribution
Cette espèce est endémique de Jamaïque.

## Publication originale
- Alayón, 1985 : El género Scytodes Latreille, 1804 (Araneae: Scytodidae), en Jamaica, con la descripción de dos nuevas especies. Poeyana, vol. 293, p. 1-13.